# Луиза Маунтбатън
Лейди Луиза Маунтбатън е принцеса от рода Батенберг (Маунтбатън) и кралица на Швеция, втора съпруга на шведския крал Густав VI Адолф.

## Биография

### Произход и ранни години
Родена е на 13 юли 1889 година двореца Хайлигенберг, близо до Дармщат, Германска империя, като принцеса Луиза Александра Мари Айрин фон Батенберг (на немски: Louise Alexandra Marie Irene von Battenberg). Дъщеря е на принц Лудвиг Александър фон Батенберг (брат на княз Александър I Батенберг) и принцеса Виктория Хесен-Дармщатска (внучка на кралица Виктория).
По време на Първата световна война баща ѝ, който е адмирал от английския флот, променя фамилията си от немски Батенберг на английски Маунтбатън. Оттогава Луиза започва да се нарича Лейди Луиза Маунтбатън.
През 1909 г. 20-годишната Луиза получава предложение за брак от португалския крал Мануел II, но въпреки упоритите усилия от страна на родителите ѝ и крал Едуард VII да я убедят да приеме изгодното предложение, тя категорично отказва да се омъжи за „крал или вдовец“ и отклонява предложението на Мануел II въпреки факта, че го харесва.

### Брак с Густав VI Адолф
По-късно Лейди Луза не удържа на обещанието си никога да не се омъжва за „крал или вдовец“ и на 3 ноември 1923 г. на 34-годишна възраст Луиза се омъжва за овдовелия шведски престолонаследник, бъдещия крал Густав VI Адолф. Бракът им е много щастлив, но бездетен (единственото им дете се ражда мъртво през 1925 г.). Луиза обича децата и с удоволствие прекарва свободното си време със заварените деца на съпруга си от първия му брак.
През Първата световна война тя е милосърдна сестра в английска болница на фронта във Франция, за което е наградена с ордена Кралски червен кръст.
По време на Зимната война принцесата приютява в пролетната кралска шведска резиденция няколко деца от Финландия, с които поддържа контакти дълги години след войната.

### Кралица на Швеция
На 29 октомври 1950 г. съпругът на Лейди Маунтбатън наследява трона на Швеция като Густав VI Адолф, а Луиза получава титлата Кралица на Швеция.
Кралицата е тиха и ексцентрична, обича да пътува инкогнито в чужбина с псевдонимите Контеса Грипшолм или Лейди Олсън, придружена от няколко любими померански кучета, които ѝ създават проблеми всеки път, когато пресича границите. Доста е активна и обича да се разхожда сама из улиците. По време на една такава разходка из улиците на Лондон едва не е блъсната от автобус. Оттогава всеки път, когато се разхожда сама, кралицата носи картичка с надпис  Аз съм кралица на Швеция, за да я разпознаят ако с нея се случи инцидент на улицата.
Кралица Луиза впечатлява и със своя хумор и земна натура. Обича да пазарува из стария град на Стокхолм. Често тя и съпругът ѝ са забелязвани да се разхождат сами из улиците на шведската столица и да поздравяват минувачите. Тогава, без никаква охрана, на пръв поглед кралската двойка прилича на обикновена възрастна двойка, която се разхожда по улиците на Стокхолм.

### Смърт
Кралица Луиза умира на 7 март 1965 в болницата Сент Гьоран в Стокхолм след спешна хирургична операция, последвала период на тежко боледуване. Последното си изявление е направила на церемонията по връчването на Нобеловите награди в Стокхолм през декември 1964 г.